# Gastón Benavídez
Gastón Américo Benavídez (Morteros, 23 de outubro de 1995) é um futebolista argentino que atua como lateral-direito. Atualmente, joga pelo Athletico Paranaense, emprestado pelo Talleres.

## Carreira

### Tiro Federal de Morteros
Benavídez iniciou sua carreira profissional no Tiro Federal de Morteros, clube de sua cidade natal. Entre 2013 e 2016, disputou 72 partidas pela equipe.

### Estudiantes de Río Cuarto
Em 2017, transferiu-se para o Estudiantes de Río Cuarto, então no Torneo Federal A, terceira divisão do futebol argentino. Estreou em 8 de outubro, em empate sem gols contra o Unión Villa Krause, e marcou seu primeiro gol em 12 de março de 2018, na vitória por 4–2 sobre o Juventud Unida Universitario. Fez parte do elenco campeão do Torneo Federal A de 2018–19, conquistando o acesso à divisão seguinte.

### Arsenal de Sarandí
Em fevereiro de 2021, após 30 jogos pelo Estudiantes na Primera Nacional, acertou empréstimo com o Arsenal de Sarandí, da Primera División Argentina. Estreou em 13 de fevereiro, contra o San Lorenzo de Almagro, no Estádio Pedro Bidegain, entrando no segundo tempo da derrota por 2–1.

### Talleres
Em 31 de janeiro de 2022, foi emprestado ao Talleres por uma temporada, com opção de compra. Em 2023, foi adquirido em definitivo pelo clube.

### Athletico Paranaense
Em 2025, foi anunciado como reforço do Athletico Paranaense, por empréstimo.

## Títulos
Estudiantes de Río Cuarto
- Torneo Federal A: 2018–19

Talleres
- Supercopa Internacional da Argentina: 2023